# 渠縣雲峰塔
渠縣雲峰塔位於四川省達州市渠縣，文物遺址年代判定為清。2012年7月16日公佈為第八批四川省文物保護單位。
渠縣雲峰塔位於四川省達州市渠縣河東鄉石埡村一組，建於清道光二十一年（1841），據塔銘記載，該塔為趙啟緒修建。塔向東北，為十一層密簷式六邊形塔，條石及石板壘砌，塔身疊澀出簷，逐層內收，塔頂六角攢尖，寶瓶塔刹，塔內中空。塔基邊長3.27公尺，塔身邊長2公尺，塔身厚0.31公尺。塔高13.23公尺，每一層塔面皆有題銘、人物、動物圖案、鏤空雕雲紋等圖案。第一層塔面淺雕“龍飛鳳舞”及“福”字。雲峰塔為渠縣境內保存較好的石質古塔之一，其建造精湛、雕刻精美，具有較高的科學、藝術、歷史價值。1986年，渠縣雲峰塔被達州市渠縣人民政府公佈為縣級文物保護單位。